# Hello, Dolly! (Loretta Goggi)
Hello, Dolly! è un album di Loretta Goggi pubblicato nel 1999.

## Descrizione
Per la stagione teatrale 1999 Loretta Goggi ha portato in teatro il celebre musical Hello, Dolly!, di cui è la protagonista accanto a Paolo Ferrari, prodotto e rappresentato con grande successo in tutta Italia sino al 2003. 
L'album contiene la colonna sonora integrale dello spettacolo arrangiato e diretto da Pino Perris ed Enzo Campagnoli con orchestrazioni aggiuntive di Giovanni Lori e con la supervisione musicale di Beppe Vessicchio. L'album prodotto da Silvio Testi per la Triangle Production, non venne distribuito nei negozi ma, per il solo circuito teatrale.
Il disco è stato pubblicato in un'unica edizione in CD, con numero di catalogo TLCD 9903, non è mai stato pubblicato come download digitale e sulle piattaforme streaming.

## Tracce
1. Overture
2. Chiama Dolly (Opening)
3. L'Angelo Custode
4. Ci Vuole Una Donna
5. (Fa Finta Che Oggi Sia) La Tua Domenica
6. D'Estate
7. Ballando
8. Fin Quando La Banda Andrà Via
9. Stile Classico
10. Hello Dolly
11. Succede In Un Momento
12. Arrivederci Cara
13. Hello Dolly (Finale)
14. Gran Finale